# اندیس کالکالکی
کالکالکی یک اندیس غیرفلزی است که در حوالی شهر کبیرکوه استان ایلام قرار دارد و مادهٔ معدنی موجود در آن، نمک است.سنگ میزبان این اندیس مارن ورس وگچ است و دیرینگی آن به دوران میوسن می‌رسد. 